# 323e régiment d'infanterie
Le 323e régiment d'infanterie (323e RI) est un régiment d'infanterie de l'Armée de terre française constitué en 1914 avec les bataillons de réserve du 123e régiment d'infanterie.
À la mobilisation, chaque régiment d'active créé un régiment de réserve dont le numéro est le sien plus 200.

## Création et différentes dénominations
5 août 1914 : formation du 323e régiment d'infanterie
5 août 1914 : Dissous

## Chefs de corps
- du 5 août 1914 au 20 juin 1916 : lieutenant-colonel William-Alphonse-Edgard Delon.

## Historique des garnisons, combats et batailles

### Première Guerre mondiale

#### Affectations
- 68e division d'infanterie d'août 1914.
- 135e brigade d'infanterie

#### 1914
Effectif en août 1914 : 2 196 soldats.
Formé à La Rochelle le 5 août 1914, le 323e régiment d'infanterie embarque pour la zone des armées le 13 août 1914.
- 12 août au 21 août: Bataille de Morhange (1914). Combats de Villers-lès-Nancy (Meurthe-et-Moselle).
- 22 août : bataille du Grand-Couronné, à Pulnoy.
- 23 août : Agincourt.
- 13 septembre au 21 novembre : Laître-sous-Amance. Le 21 novembre les pertes du régiment s'élève à 157 tués et 402 blessés.
- 12 décembre : Millery (Meurthe-et-Moselle) et Landremont.

#### 1915
- 3 mars : Ménil-la-Tour.
- 5 mars : Bernécourt.
- 14 mars : Hamonville et Seicheprey.
- 28 avril : Ménil-la-Tour.
- 7 mai : Moulins (Aisne) et Armancourt (Oise).
- 3 novembre : Ecuelle.
- 30 novembre : Velaine-en-Haye.

#### 1916
- 5 janvier : Velaine-en-Haye.
- 26 février : bataille de Verdun.
- 1er avril : Belrupt.
- 4 avril : Vaux-devant-Damloup.
- 14 avril : Moulainville.
- 6 juin : Dieue.
- 20 juin : le régiment est dissout en exécution d'une décision prise le 16 juin par le général commandant le groupe des armées du Centre. Ses éléments sont répartis entre le 206e R.I. pour le 5e bataillon et le 234e R.I. pour le 6e bataillon, les 20e et 24e compagnies étant quant à elles versées au dépôt divisionnaire.

## Drapeau
Il porte, cousues en lettres d'or dans ses plis, les inscriptions suivantes :
- Loraine 1914
- Verdun 1916

### Sources et bibliographie
1. ↑  Décision no 12350/SGA/DPMA/SHD/DAT du 14 septembre 2007 relative aux inscriptions de noms de batailles sur les drapeaux et étendards des corps de troupe de l'armée de terre, du service de santé des armées et du service des essences des armées, Bulletin officiel des armées, no 27, 9 novembre 2007